# 极端的年代：1914-1991
《极端的年代：1914-1991》是英国历史学家艾瑞克·霍布斯邦创作的一本书，1994年出版，书中提出了“短暂的二十世纪”，与“漫长的十九世纪”对应。